# IWI ARAD突擊步槍
ARAD是以色列武器工业公司于2019年设计的一款突击步枪，以以色列城市阿拉德命名。 它主要是为出口目的而设计，并不打算取代以色列國防軍目前正在使用的IWI Tavor X95。

## 設計
ARAD是一款AR-15樣式突擊步槍  。與HK416及SIG MCX等競爭對手一樣，它是採用衍生自AR-18的短行程活塞導氣工作原理，而不是原版AR-15採用的直接導氣系統。ARAD能夠發射5.56×45毫米NATO或.300 AAC Blackout子彈，並採用模組化設計，允許用戶通過快速更換槍管改變口徑。該槍的所有金屬部件都是耐腐蝕，並且具備越過海灘能力。
根據IWI的說法，Arad的精度為1MOA或更高，其壽命亦超過20,000發。 

## 使用國
- 巴西
  - 聖保羅憲兵[2]
- 智利
  - 特種部隊單位[2]
- - 特種部隊單位[2]
  - 厄瓜多爾陸軍[7]
- 薩爾瓦多
  - 薩爾瓦多軍隊
- 以色列
  - 以色列國防軍特種部隊
  - 以色列國境警察特勤隊[2]
- 義大利
  - 義大利空軍第17突襲聯隊（英语：17th Raiders Wing）[8]
- - 大韓民國警察廳警察特攻隊
- 秘魯
- 菲律賓
- 羅馬尼亞